# Драгонети (Потенца)
Драгонети (итал. Dragonetti) је насеље у Италији у округу Потенца, региону Базиликата.
Према процени из 2011. у насељу је живело 302 становника. Насеље се налази на надморској висини од 542 м.